# ラショウモンカズラ
ラショウモンカズラ（羅生門蔓、羅生門葛、学名： Meehania urticifolia ）は、シソ科ラショウモンカズラ属の多年草。

## 特徴
茎は直立して高さは15-30cmになり、長い毛がまばらにはえ、草全体に芳香がある。花後、地上を這う長い走出枝を茎の下から出す。葉は対生し、長さ2-3cmの葉柄があり、形は三角状心形で、長さ2-5cm、幅2-3.5cmになり、葉の縁はあらい鈍鋸歯になり、基部は心形になる。
花期は4-5月。萼は長さ約13mmの筒状になり、15脈あって先端は浅く5裂し、まばらに開出毛がはえる。花は唇形の鮮やかな紫色で、2-3個のまとまりになって数段につける。花冠は長さ4-5cmになり、上唇は短く2裂し、下唇は3裂しその中央裂片は大きく、下方に反り返って2つに浅く裂け、白地に濃紫色の模様があり、のど部の先端に開出する長毛がある。花の付け根につく包葉は、最下のものは葉とほぼ同じで、上にゆくと小さくなる。萼片は花より濃い赤紫色で花後も目立つ。

## 分布と生育環境
日本では本州、四国、九州に、日本国外では朝鮮半島、中国に分布し、山地の林内の湿った場所や渓流沿いに自生する。

## 名前の由来
名前はこの花を、渡辺綱が羅生門で切り落としたとされる鬼女の腕に見立てたものとされる。

## ギャラリー
- 花冠下唇の中央裂片は大きく、濃紫色の斑紋があり、のど部の先端に開出する長毛がはえる。

## 近縁種
- オチフジ（落藤、学名：Meehania montis-koyae ）